# Parochthiphila coronata
Parochthiphila coronata – gatunek muchówki z rodziny srebrnikowatych i podrodziny Chamaemyiinae.
Gatunek ten opisany został w 1858 roku przez F. Hermanna Loewa jako Ochtiphila coronata.
Muchówka o ciele długości od 2 do 3,5 mm. Głowa jej jest nie dłuższa niż wysoka, zaopatrzona w szczecinki orbitalne i poprzeczną przepaskę pośrodku czoła. Barwa głaszczków i czułków z wyjątkiem aristy jest czarna. Chetotaksja śródplecza obejmuje cztery pary szczecinek śródplecowych, natomiast brak w niej szczecinek przedtarczkowych. Golenie są żółte, w przypadku tylnych odnóży z czarną przepaską przy nasadzie. Narządy rozrodcze samca odznaczają się dość krótkim fallusem z szeroką i ku tyłowi wydłużoną podstawą.
Larwy żerują na Pseudococcus aberrans.
Owad znany z Portugalii, Hiszpanii, Wielkiej Brytanii, Francji, Holandii, Finlandii, Szwajcarii, Austrii, Włoch, Polski, Czech, Słowacji, Węgier, Ukrainy, Słowenii, Chorwacji, Bośni i Hercegowiny, Czarnogóry, Serbii, Macedonii, Rumunii, Bułgarii, Afryki Północnej, Bliskiego Wschodu i wschodniej Palearktyki.